# Врело (пещеры)
Врело (макед. Врело) — система двух пещер (подводная и надводная) вблизи Скопье, глубина которых достигает 230 метров, что в настоящее время делает их самой глубокой подводной пещерой на Балканах и второй самой глубокой в Европе, однако вглубь пещеры не полностью исследованы. Врело считается одной из самых глубоких подводных пещер в Европе и мире.

## Общие характеристики
Подводная пещера Врело находится в каньоне Матка с правой стороны реки Треска возле Скопье. Пещера — это система двух пещер, одна сверху (называется Врело), а одна под водой (под названием Подврело) и озеро. В пещере находится большое количество сталактитов, и сталагмитов. Особенно впечатляющими являются «колонны близнецы», которые достигают высоты около 6 метров и имеют белый кристаллический цвет.
В глубине пещеры есть два озера, малое и большое озеро. Маленькое озеро имеет форму цифры восемь. В самой широкой части малое озеро имеет ширину 8 м, а длина и глубина составляет 15 метров, а большое озеро имеет длину 35 м, ширину 15 м и глубину 15-18 м. Наличие сталактитов в воде подтверждает, что в пещере раньше воды не было. Озера появились после постройки водохранилищ на Матке в 1936 году.
В пещере есть также так называемый «концертный зал», с левой стороны которого находятся так называемые «письменные камни». Это система знаков, возможно для письма, для расшифровки и интерпретации которого нужны исследования.
До пещеры Врело организована доставка туристов на лодках, путешествие длится около 20 минут. Лодка останавливается на специально изготовленной платформе, а потом подходит к входу в пещеру. Сразу у входа находится «концертный зал», а слева — упомянутые «письменные камни». Центральное пространство занимает сталактитовая «щепотка» (два метра высотой). В пещере обитает множество летучих мышей.

## Галерея

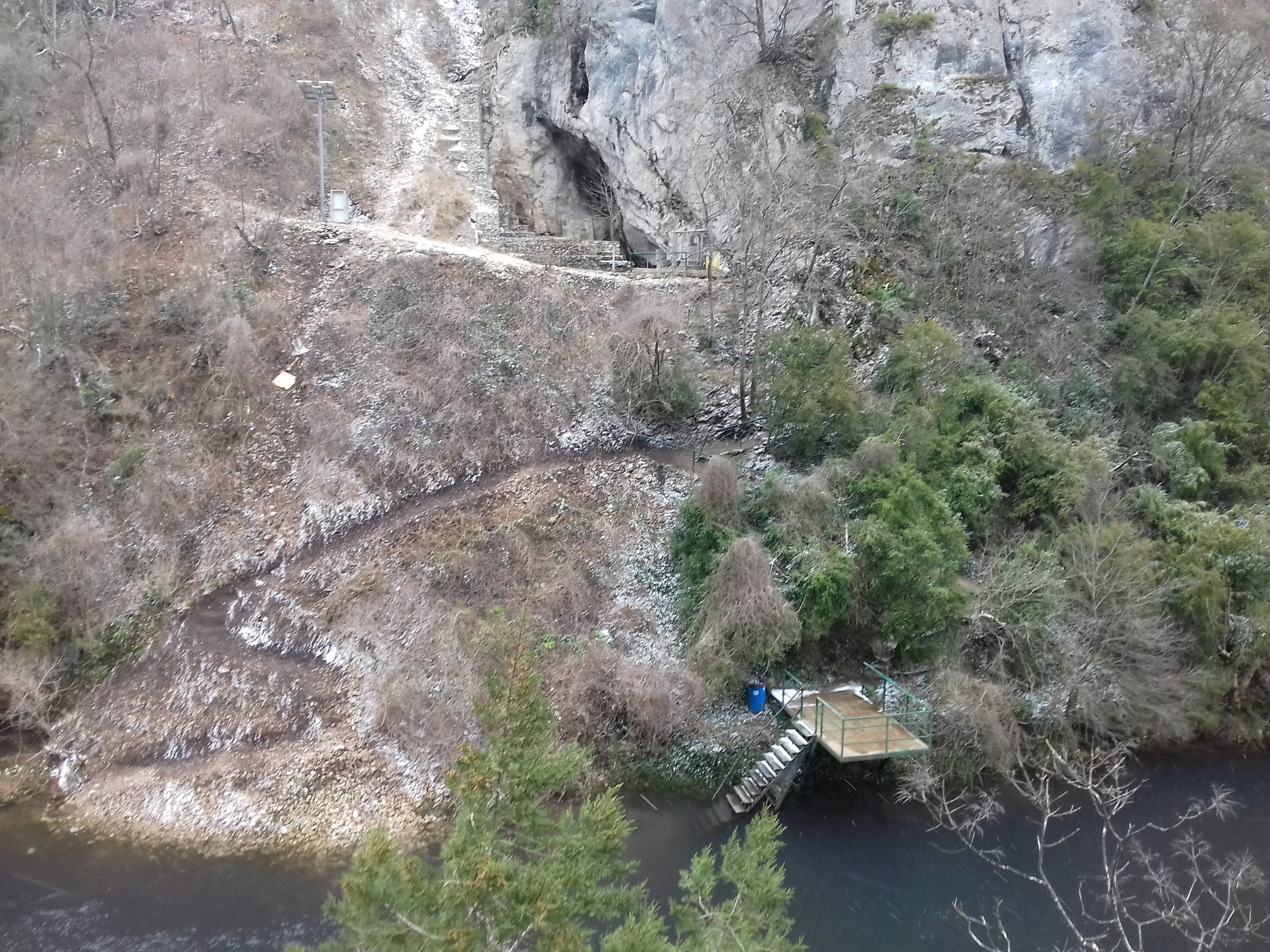
Вход в пещеру
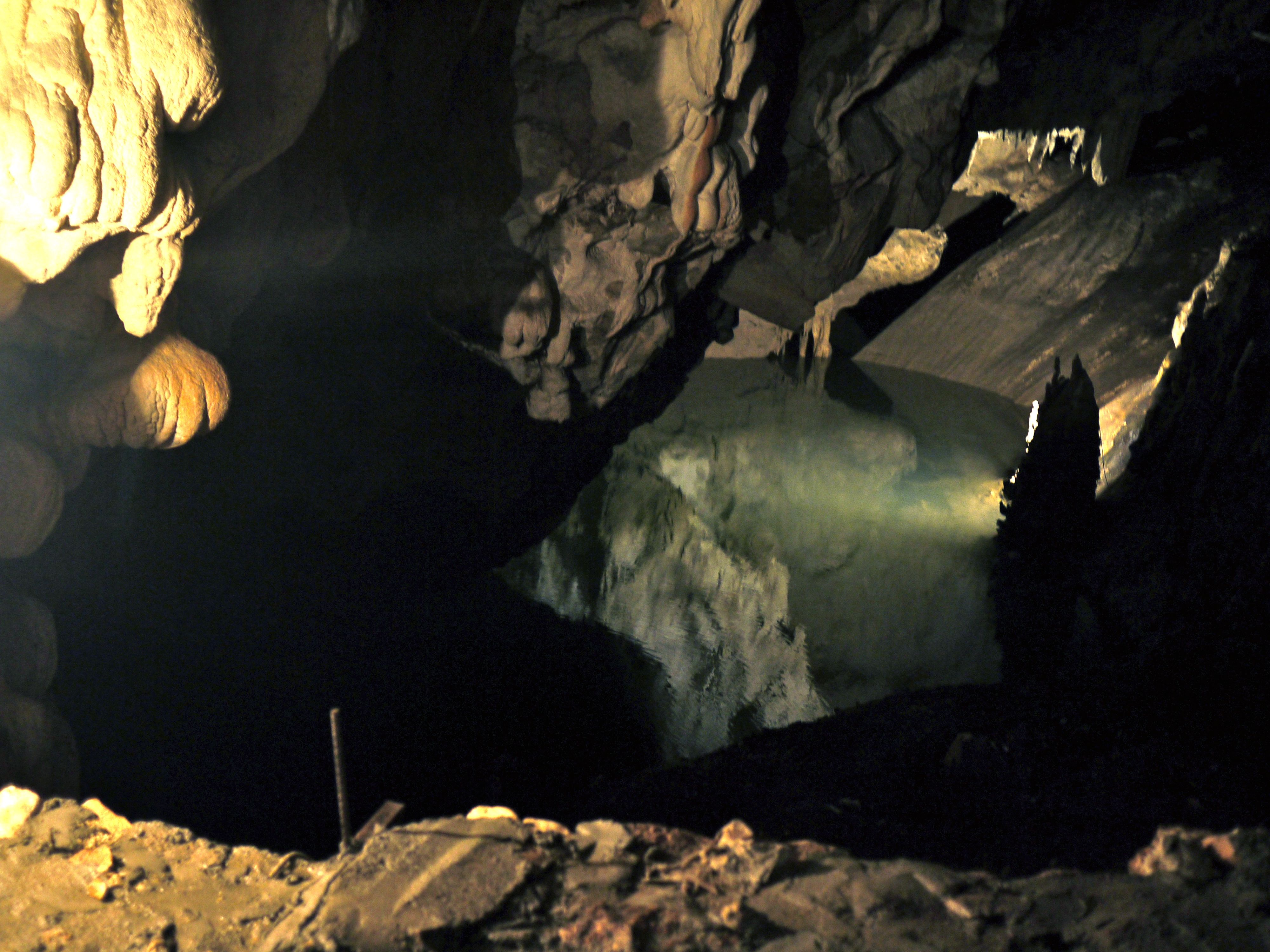
Озеро
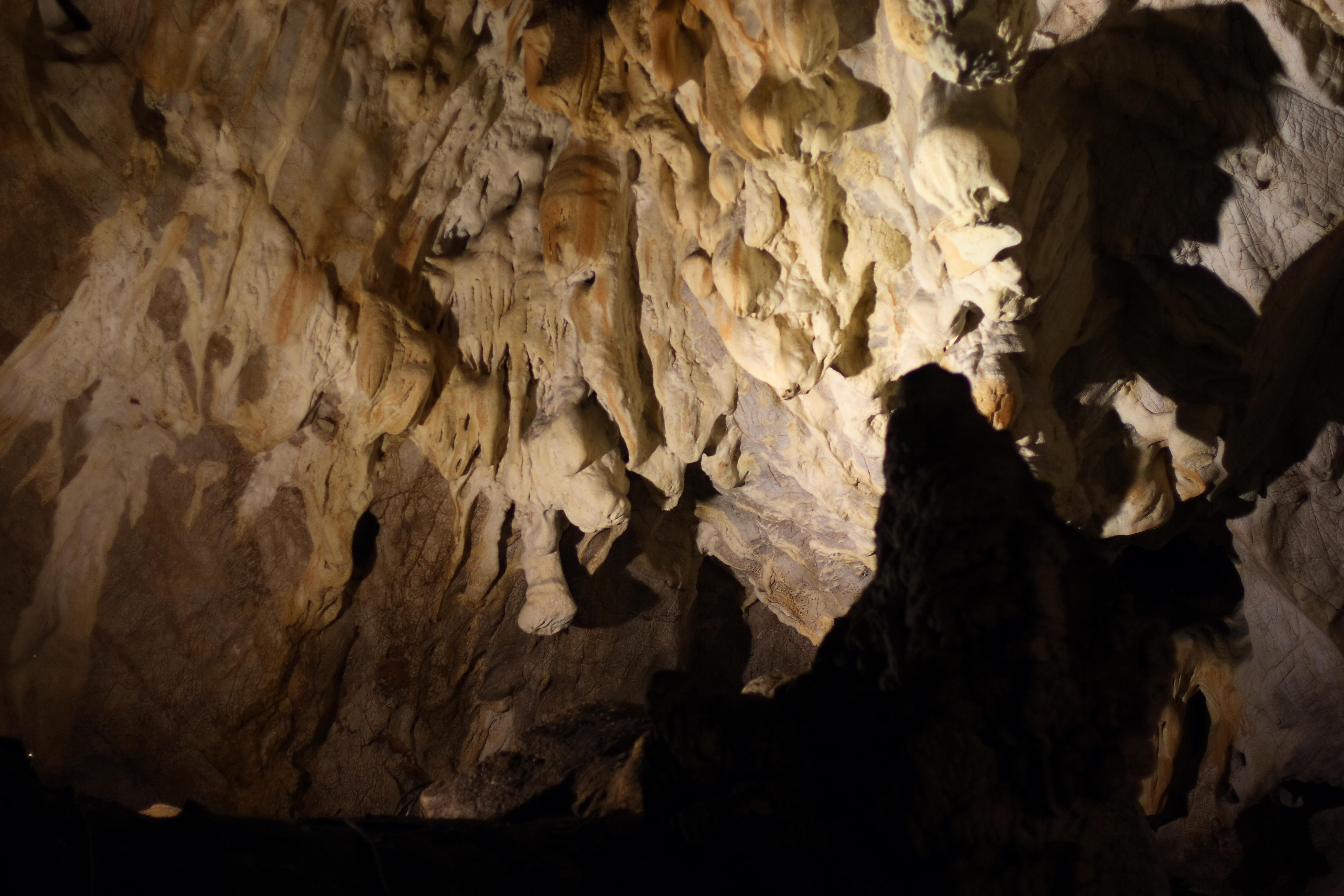
Узоры
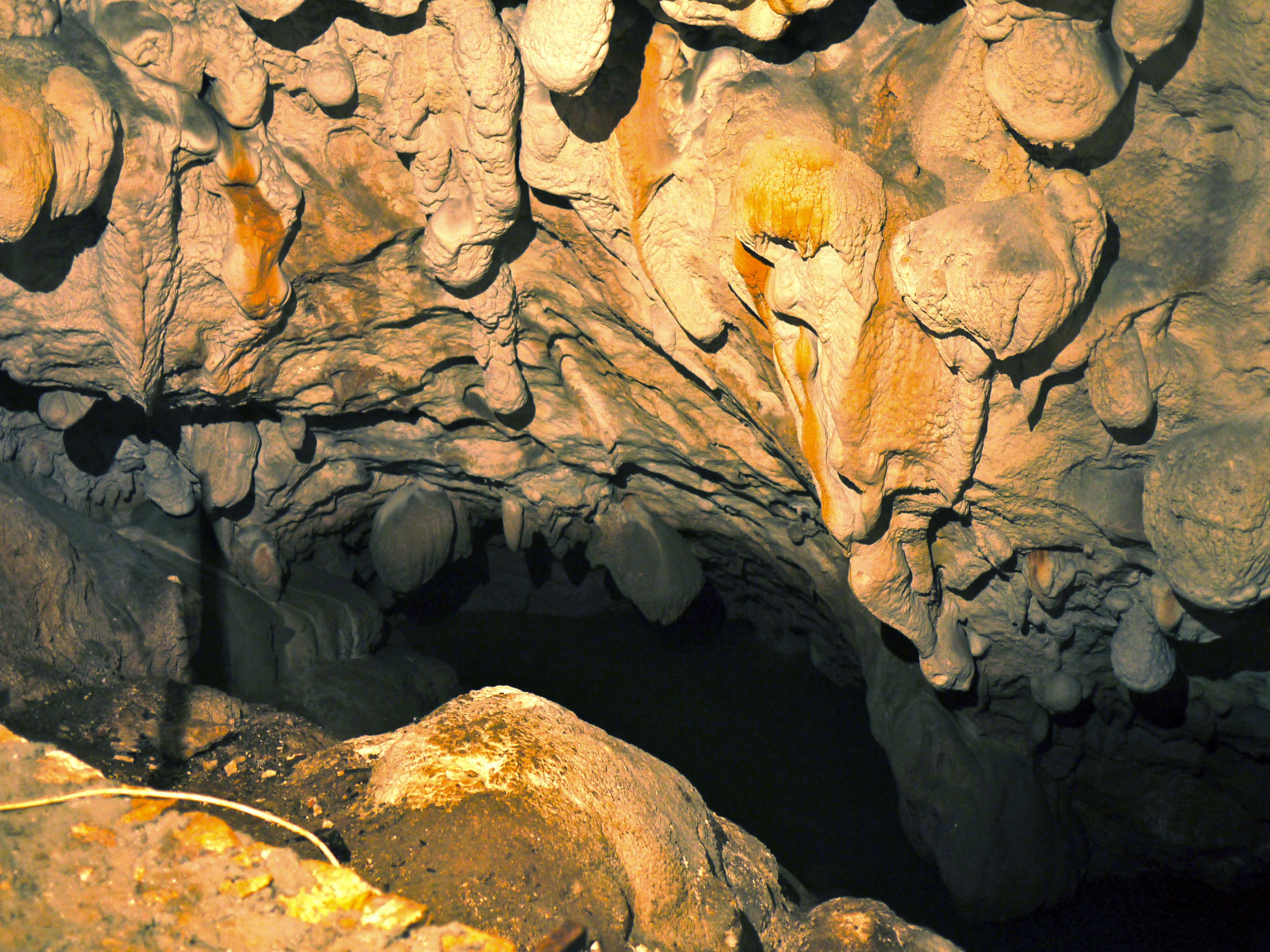
Узоры
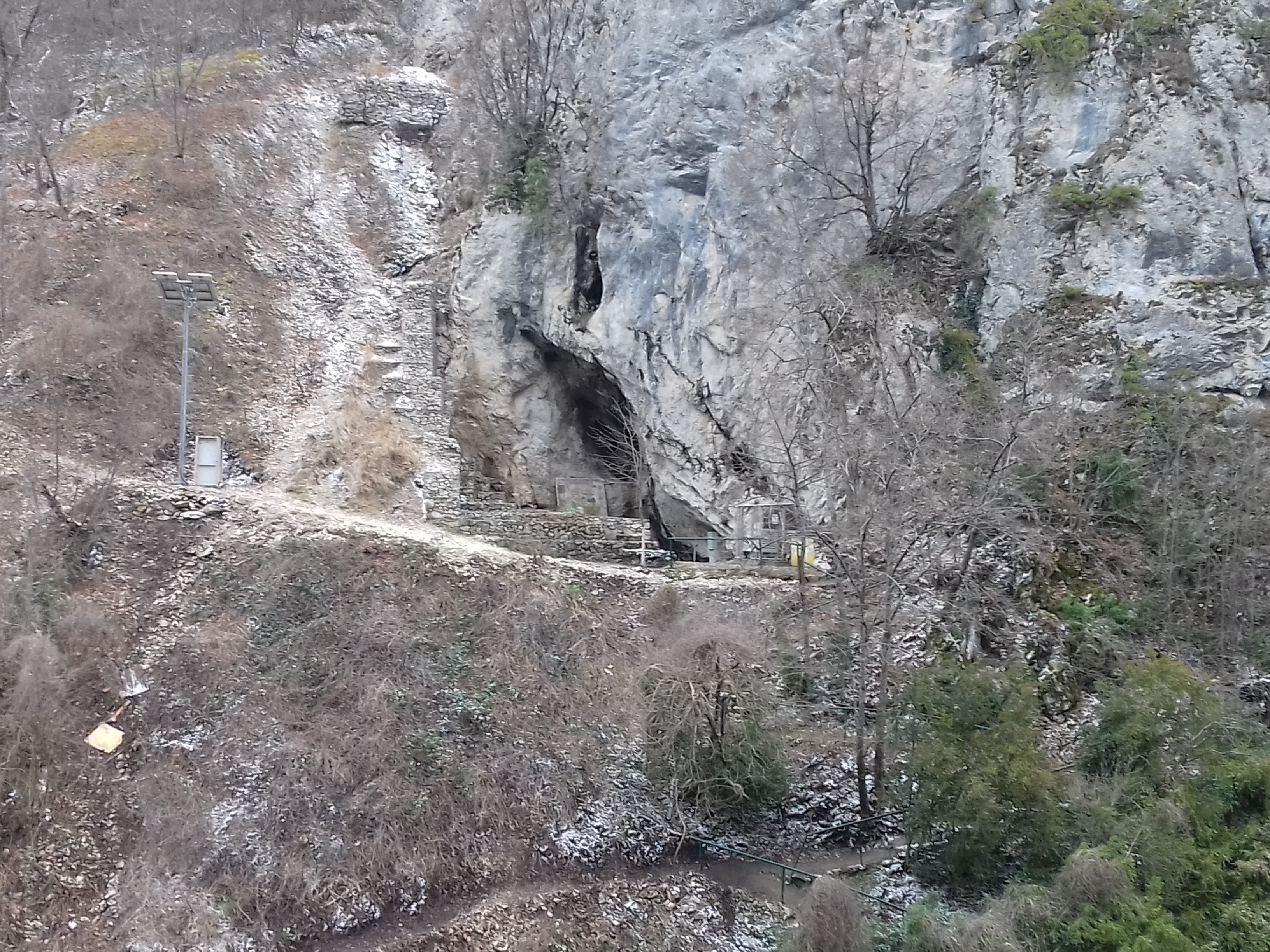
Вход
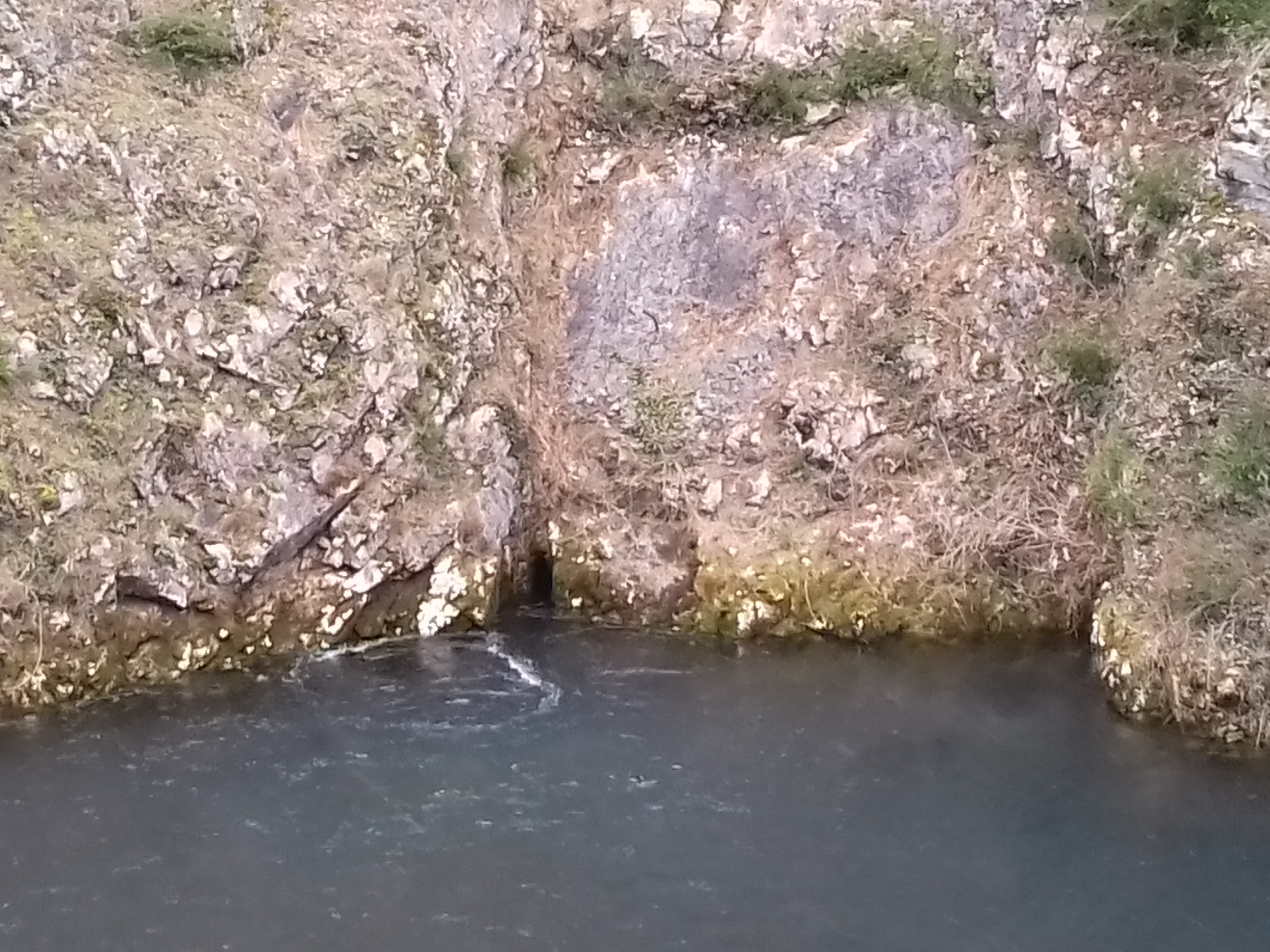
Вход с воды
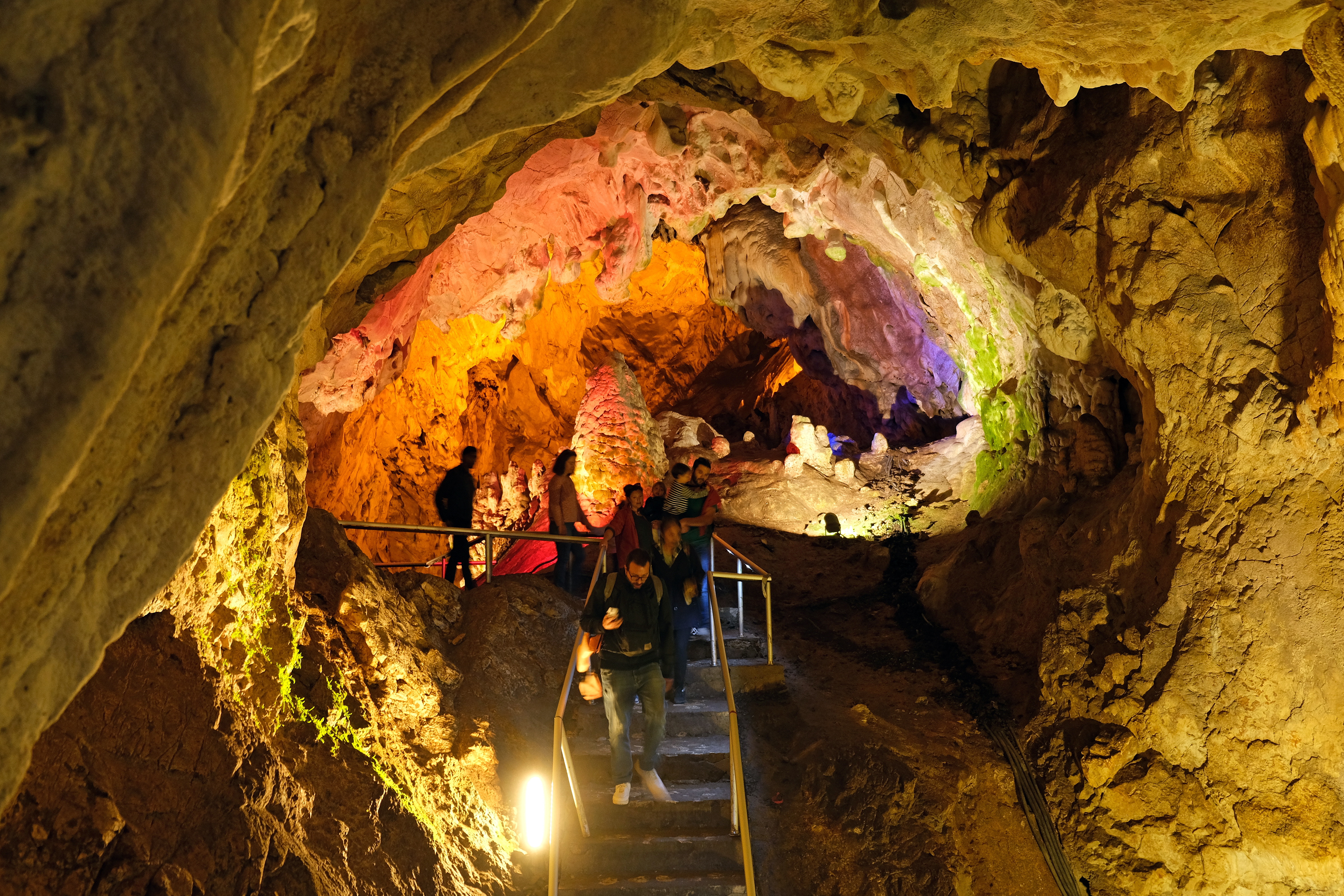
Ступеньки
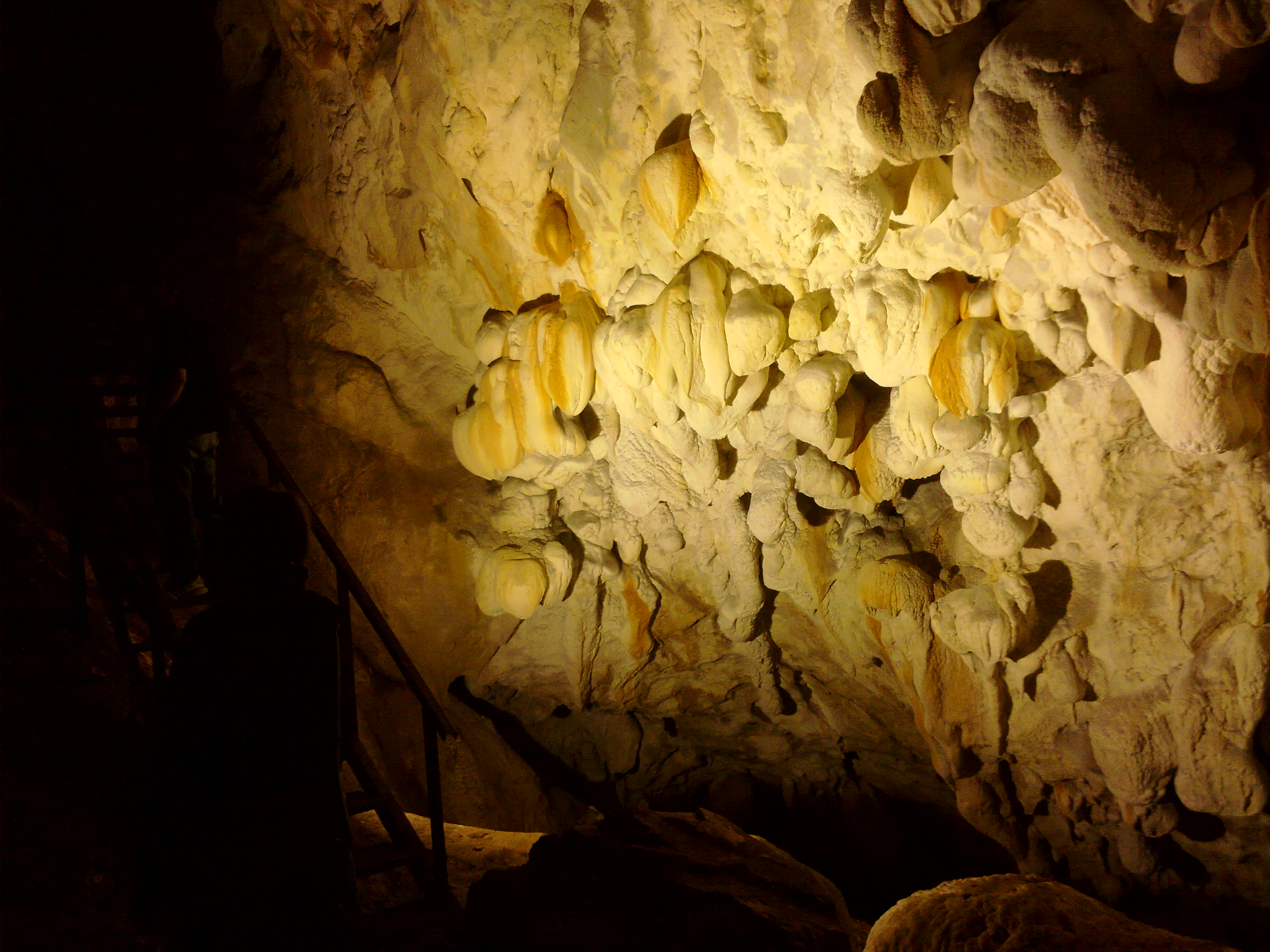
Узоры
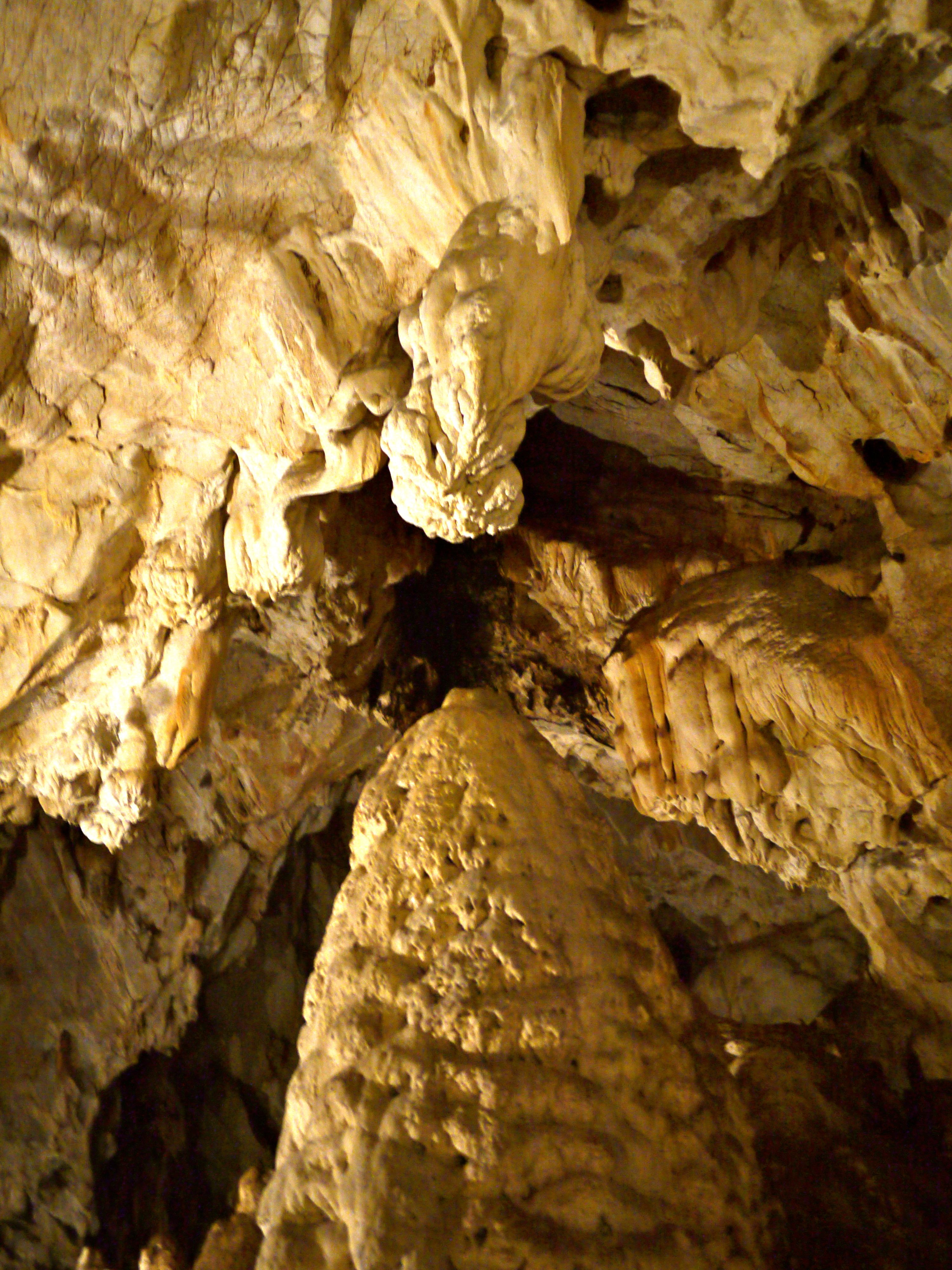
Сталагмиты
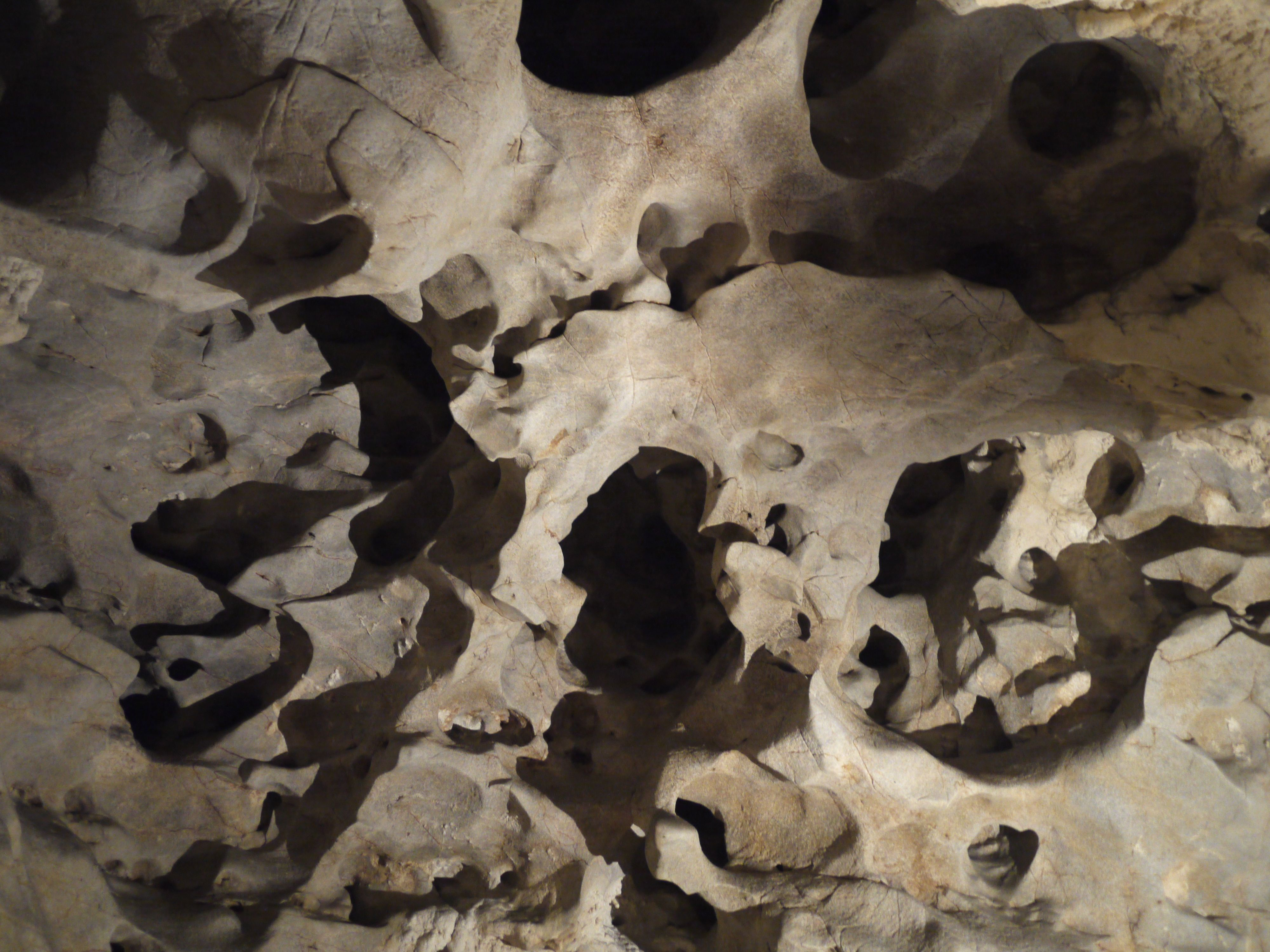
Потолок
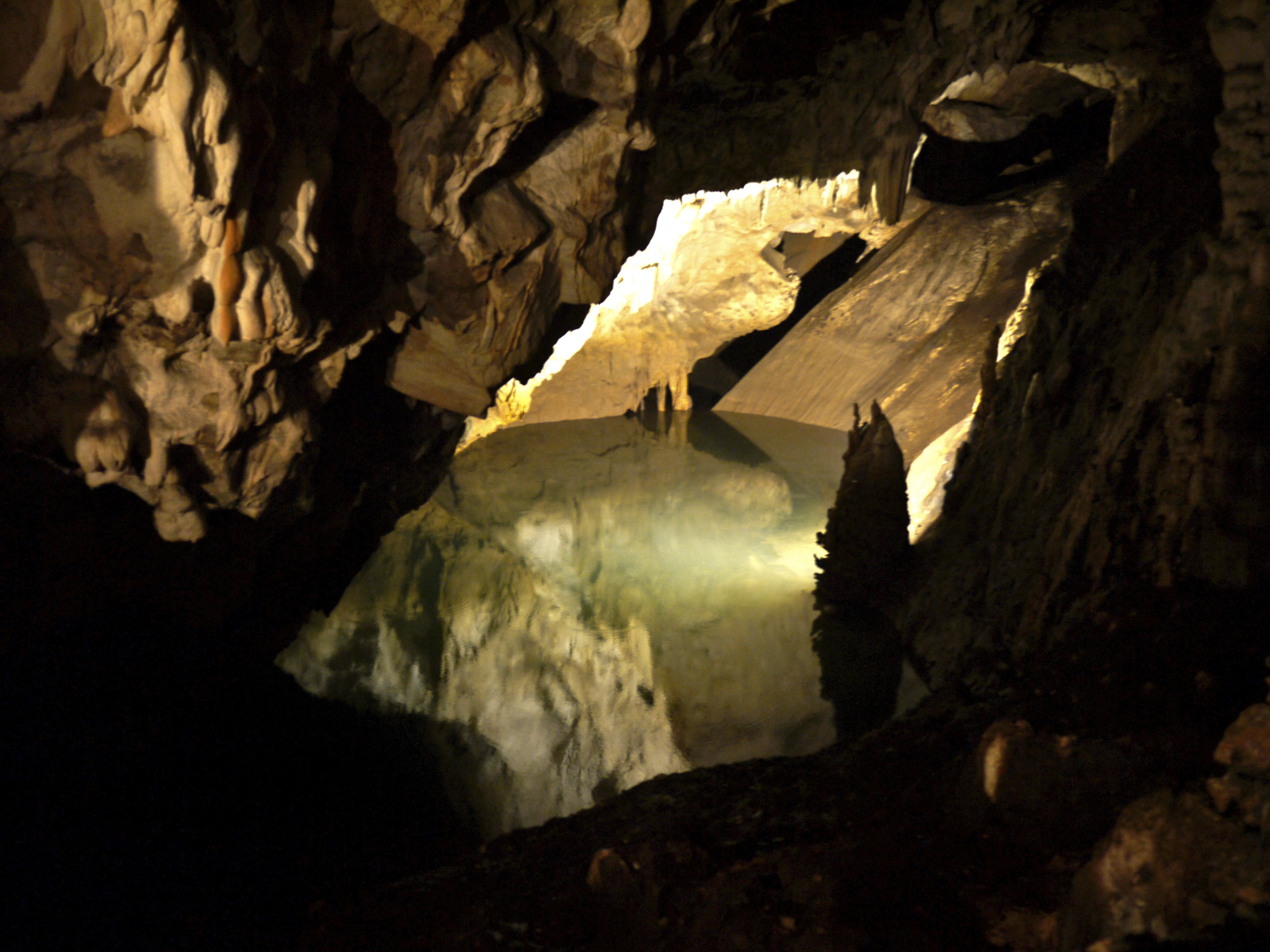
Озеро
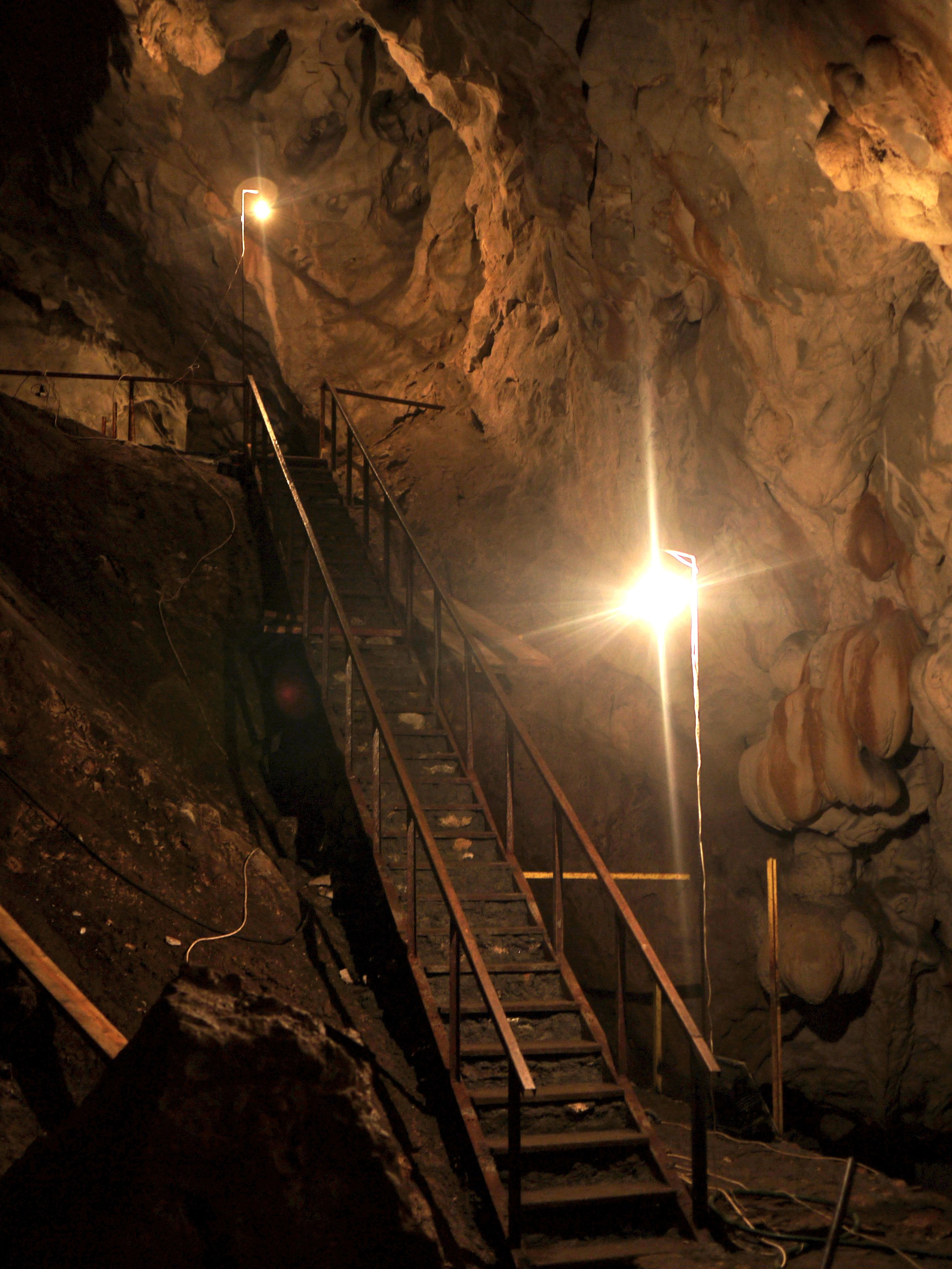
Ступеньки